# Euphorbia lupatensis
Euphorbia lupatensis är en törelväxtart som beskrevs av Nicholas Edward Brown. Euphorbia lupatensis ingår i släktet törlar, och familjen törelväxter. Inga underarter finns listade i Catalogue of Life.